# Rudolf Bott
Rudolf Bott (* 20. August 1956 in Stockstadt am Main)  ist ein Goldschmied, dessen Arbeiten mit zahlreichen Auszeichnungen gewürdigt wurden.

## Leben
Die Schulzeit verbrachte Rudolf Bott von 1962 bis 1972 in Stockstadt und Aschaffenburg. Mit 19 Jahren schloss Bott seine dreijährige Ausbildung zum Goldschmied bei der Firma G. A. Korff in Hanau ab und arbeitete anschließend zwei Jahre für die Werkstatt Hermann Kunkler in Raesfeld, bevor er 1978 ein Studium an einer der ältesten Goldschmiedeausbildungsstätten Europas, der Staatlichen Zeichenakademie Hanau, begann, das er 1980 mit seiner Meisterprüfung abschloss. Nach einer dreijährigen Tätigkeit im Atelier Max Pollinger in München wurde er 1983 zum Studium an der Akademie der Bildenden Künste München zugelassen. In der Klasse für Schmuck und Gerät bei Hermann Jünger und Erwin Sattler machte er 1989 sein Diplom. 
1989 ging er für einige Monate nach Italien und arbeitete in der Werkstatt von Giampaolo Babetto. Nach dem Studienaufenthalt in Italien machte er sich in München selbständig. Bis 1997 arbeitete er mit Lydia Gastroph, Barbara Seidenath und Christoph Jünger in einer Werkstattgemeinschaft. In den Jahren von 1997 bis 1999 hatte er eine Professur an der Hochschule Pforzheim inne.
Heute lebt Bott in Kirchbuch.

## Auszeichnungen
- 1989 Förderpreis für Design der Landeshauptstadt München
- 1990 Ehrenpreis der Dannerstiftung
- 1992 Hessischer Staatspreis für das Deutsche Kunsthandwerk
- 1992 1. Preis der 10. Internationalen Silbertriennale Hanau
- 1992 Bayerischer Staatspreis, Internationale Handwerksmesse München
- 1997 Herbert Hofmann Preis, Internationale Handwerksmesse München
- 1999 Friedrich-Becker-Preis
- 2001 Bayerischer Staatspreis, Internationale Handwerksmesse München
- 2005 1. Hanauer Stadtgoldschmied
- 2011 Gebhard-Fugel-Kunstpreis

## Ausstellungen
- 2018: Enduro – Rudolf Bott. Museum Villa Stuck, München.